# Jorge Álvarez Vásquez
Jorge Orlando Álvarez Vásquez es un abogado, académico y funcionario chileno, que entre octubre de 2016 y octubre de 2020 se desempeñó como director nacional del Servicio de Registro Civil e Identificación de su país, bajo los segundos gobiernos de los presidentes Michelle Bachelet y Sebastián Piñera.

## Biografía

### Estudios
Se licenció en ciencias jurídicas y sociales en la Universidad de Chile, y luego cursó un magíster en derecho público con mención en derecho constitucional en la Pontificia Universidad Católica (PUC).

### Carrera profesional

#### Sector público
Inició su actividad profesional en el sector público en 1993, incorporándose al Servicio de Registro Civil e Identificación (SRCEI), organismo dependiente del Ministerio de Justicia y Derechos Humanos en el cual ocupó el puesto de jefe del Subdepartamento de Registro civil hasta 2007, bajo la primera presidencia de Michelle Bachelet. A partir de diciembre de ese año, pasó a ejercer como jefe del Departamento Jurídico, dejando esa función en diciembre de 2010.
Seguidamente, durante el primer gobierno del presidente Sebastián Piñera, en marzo de 2011, asumió como jefe del Departamento Jurídico de la Comisión Nacional de Investigación Científica y Tecnológica (Conicyt). Mantuvo el cargo hasta octubre de 2015, con ocasión del segundo mandato de la presidenta Bachelet, fecha en que retornó al SRCEI y, asumió como subdirector jurídico. En esa instancia, el 24 de octubre de 2016, fue nombrado como director nacional del servicio, actuando en calidad de subrogante tras la salida de Luis Acevedo.
El 31 de agosto de 2018, en el marco de la segunda administración de Piñera, fue ratificado como director nacional titular. El 16 de octubre de 2020, debido a la "necesidad de un nuevo liderazgo para la etapa enfocada en la modernización del servicio", y luego de que días antes se produjera un hackeo a la División de Gobierno Digital y a los sistemas de Clave Única, fue removido de sus funciones por el ministro de Justicia y Derechos Humanos, Hernán Larraín. Lo sucedió el ingeniero civil Sergio Mierzejewski, quien se desempeñaba como subdirector de Estudios y Desarrollo del SRCEI.

#### Sector privado
Por otra parte y en sector privado, desde 2012 ejerce como docente en las materias de derecho administrativo y constitucional en la Universidad Mayor. A contar de octubre de 2020, actúa como consultor independiente, y desde abril de 2022, consultor en la empresa HID Global. Asimismo, desde marzo de ese año es docente en la Universidad de Viña del Mar.